# فضا (فیلم ۱۹۶۵)
«فضا» (انگلیسی: Space (1965 film)) یک فیلم به کارگردانی اندی وارهول است که در سال ۱۹۶۵ منتشر شد.